# Stéphane Chapuisat
Stéphane Chapuisat (født 28. juni 1969 i Lausanne, Schweiz) er en tidligere schweizisk fodboldspiller, der spillede som angriber på det schweiziske landshold, samt for flere klubber i både sit hjemland samt i Tyskland. Mest kendt er han for sine otte sæsoner hos Borussia Dortmund, som han vandt to tyske mesterskaber og én Champions League-titel med. 

## Landshold
Chapuisat spillede gennem sin karriere 103 kampe og scorede 21 mål for Schweiz' landshold, som han repræsenterede i årene mellem 1989 og 2004. Han var en del af den schweiziske trup til både VM i 1994, samt til EM i 1996 og EM i 2004.

## Titler
Bundesligaen
- 1995 og 1996 med Borussia Dortmund

Champions League
- 1997 med Borussia Dortmund

Intercontinental Cup
- 1997 med Borussia Dortmund

Schweizisk Liga
- 2001 med Grasshoppers